# エウダモス (太守)
エウダモス（希： Εὔδαμος, ラテン文字転記：Eudamos, ? - 紀元前316年）は、アレクサンドロス3世に仕えたマケドニア王国の将軍で、ディアドコイの一人である。
紀元前326年にインド太守ピリッポスが傭兵部隊に謀殺された後、アレクサンドロスはインドにいたエウダモスとタクシレスに新たに太守を任じるまでの中継ぎを命じた。しかし、結局王は後任の太守を指名しないまま死んだ。

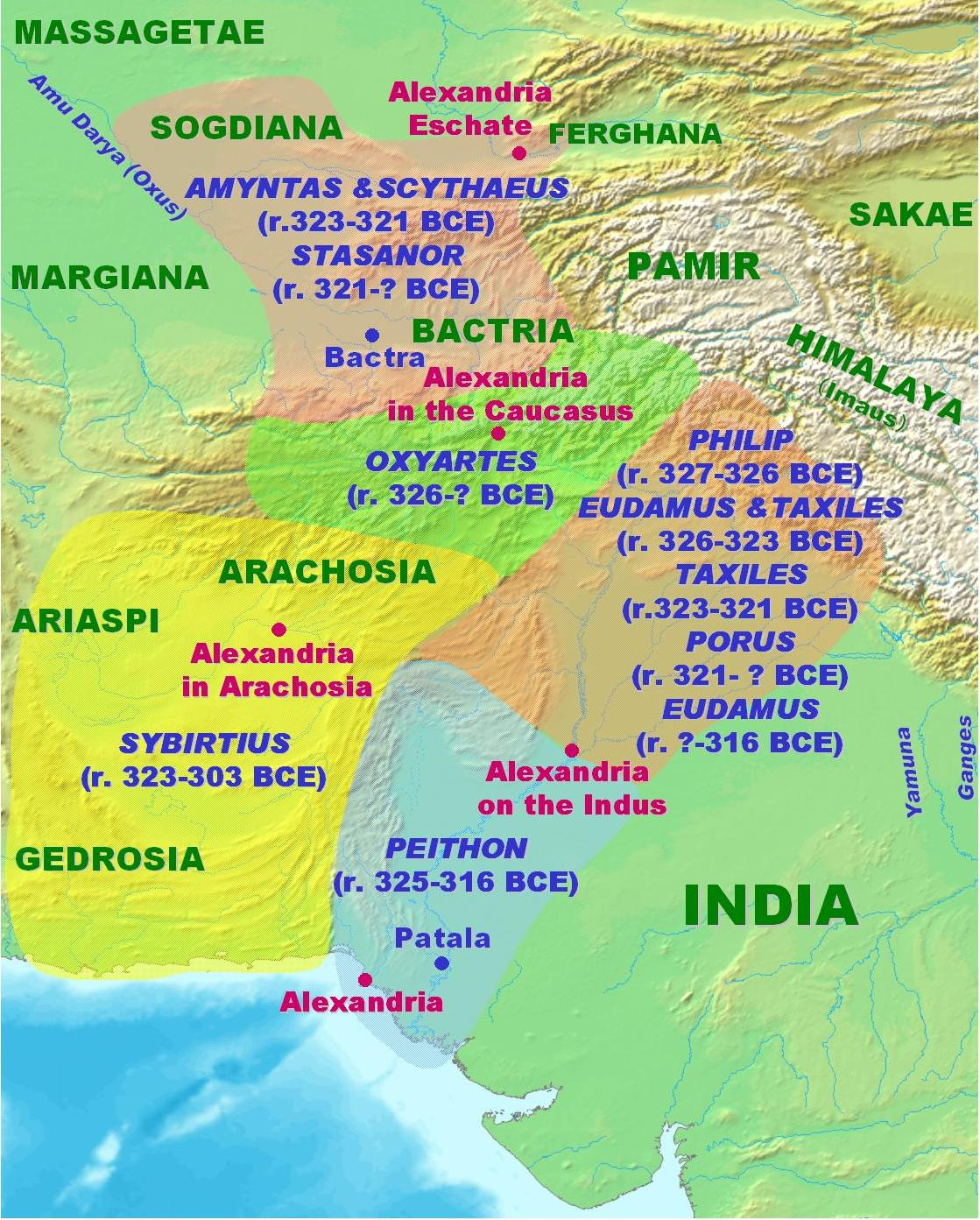
インド付近

王の死後、具体的な年代は不明であるが、少なくとも紀元前317年までにはエウダモスはインドのポロス王を殺害してその領地を奪った。そしてエウメネスとアンティゴノスとの間に再び戦争が勃発すると、紀元前317年にエウダモスは騎兵500騎と歩兵300人、そして120頭の戦象を引き連れてエウメネス陣営に加わった。なお、その翌年にペイトンもインドの太守領を引き払って西方に向かったため、王の死からしばらくしてインドの支配権はマケドニア人の手を離れた。
ガビエネの戦いの前にエウダモスはエウメネスを妬んでいたアンティゲネスやテウタモスらといった将官や太守たちによるエウメネスに対しての陰謀の話し合いに加わったが、エウメネスに金を貸していたために、戦いの前にエウメネスに陰謀のことを話した（陰謀が成功しエウメネスが失墜すれば貸した金が回収できなくなるため）。ガビエネの戦いでエウダモスは騎兵200騎を率いて最左翼を占めた。エウメネス軍中央と右翼はアンティゴノス軍を押していたが、それによって左翼との間に隙間が生じ、その切れ目からエウダモス隊はアンティゴノスの騎兵部隊の攻撃を受け、大損害を受けて敗走した。しかし、戦い自体は輜重隊を奪われたものの、エウメネス軍優勢に終わった。
戦いの後、アンティゲネスたちは輜重隊を返還するという条件でアンティゴノスと取引し、エウメネスをアンティゴノスに引き渡して降伏した。しかし、アンティゴノスはエウダモスたちを処刑した。ディオドロスは次のように伝えている。「思いがけずエウメネスと、自身に対立していた全軍を手中に収めた今、アンティゴノスは銀楯隊の指揮官のアンティゲネスを捕え、穴に落として生きたまま焼き殺した。彼はインドから象をつれてきたエウダモス、ケルバノス、彼にいつも敵対していた同じような他の幾人かを殺した」。

## 参考サイト
- ディオドロスの『歴史叢書』の英訳版
- プルタルコスの「エウメネス伝」の英訳（プロジェクト・グーテンベルク内）